# Уругвай на летних Олимпийских играх 1964
Уругвай принимал участие в Летних Олимпийских играх 1964 года в Токио (Япония) в девятый раз за свою историю, и завоевал одну бронзовую медаль.

## 03!Бронза
Бокс, мужчины, легчайший вес — Вашингтон Родригес.

## Результаты соревнований

### Академическая гребля
В следующий раунд из каждого заезда проходили несколько лучших экипажей (в зависимости от дисциплины). В финал A выходили 6 сильнейших экипажей, ещё 6 экипажей, выбывших в отборочном заезде, распределяли места в малом финале B.
Мужчины
| Соревнование | Спортсмены                   | Предварительный заезд | Предварительный заезд | Предварительный заезд | Отборочный заезд | Отборочный заезд | Отборочный заезд | Финал   | Финал   | Итоговое место |
| Соревнование | Спортсмены                   | Заезд                 | Время                 | Место                 | Заезд            | Время            | Место            | Время   | Место   | Итоговое место |
| ------------ | ---------------------------- | --------------------- | --------------------- | --------------------- | ---------------- | ---------------- | ---------------- | ------- | ------- | -------------- |
| двойки       | Мариано Каулин Густаво Перес | 3                     | 7:43,79               | 3                     | 1                | 7:39,43          | 3 QB             | Финал B | Финал B | —              |
| двойки       | Мариано Каулин Густаво Перес | 3                     | 7:43,79               | 3                     | 1                | 7:39,43          | 3 QB             | DNS     |         | —              |